# Eudaphaenura catalai
Eudaphaenura catalai là một loài bướm đêm trong họ Noctuidae.